# Chapelle Notre-Dame de Génimont
Pour les articles homonymes, voir Chapelle Notre-Dame.
La chapelle Notre-Dame est un édifice religieux catholique situé dans le hameau de Génimont faisant partie de la commune de Rochefort en province de Namur (Belgique). La chapelle est classée au patrimoine immobilier de Wallonie.

## Situation
La chapelle est bâtie au centre du hameau de Génimont, le long de la rue du Jardinia (route nationale 955), en face de la maison située au no 4, à 60 mètres du carrefour avec la route nationale 94. La sortie 22a de l'autoroute E411 se trouve à environ 700 mètres à l'ouest de la chapelle. La ferme Cavillot, autre bien classé, se situe le long de la même rue, à 200 mètres à l'ouest de la chapelle.

## Historique
La chapelle actuelle remplace une premier édifice cité à cet endroit au début du XVe siècle. Sur la clé de voûte de la porte d'entrée de la chapelle, se trouve l’inscription suivante : "A. J. Dehuy, fondateur, 1852", désignant par ce texte le maître d'œuvre et la date de construction de l'édifice. La pierre tombale de son fondateur, décédé en 1867, est placée à l'intérieur de la chapelle.

## Description
La particularité de cette chapelle vient de l'originalité de sa façade. Bâtie uniquement en pierre calcaire, elle est percée d’une porte avec imposte en anse de panier surmontée d’une croix en pierre et de deux pyramidions sculptés en bas-relief. Les parties latérales de cette façade réalisées en chaînage d'angle servent d'appuis à deux originaux clochetons d’angle entièrement recouverts d'ardoises. La nef de deux travées est bâtie en pierre calcaire et moellons de grès et percée de baies cintrées ornées de vitraux et à clé passante. L'abside à trois pans coupés possède aussi deux baies similaires à celles de la nef. La toiture en ardoises est surmontée à l'avant d'un petit clocher avec abat-sons cintrés et d'une flèche octogonale en ardoises avec croix en fer. 

## Classement
La chapelle de Génimont et ses abords sont repris sur la liste du patrimoine immobilier classé de Rochefort depuis le 7 mars 1980. 